# Niederländische Cricket-Nationalmannschaft gegen Afghanistan in der Saison 2021/22
Die Tour der niederländischen Cricket-Nationalmannschaft gegen Afghanistan in der Saison 2021/22 fand vom 21. bis zum 25. Januar 2022 in Katar statt. Die internationale Cricket-Tour war Bestandteil der Internationalen Cricket-Saison 2021/22 und umfasste drei One-Day Internationals. Die ODIs waren Bestandteil der ICC Cricket World Cup Super League 2020–2023. Afghanistan gewann die Serie mit 3–0.

## Vorgeschichte
Die Niederlande spielte zuvor eine Tour in Südafrika, die frühzeitig abgebrochen werden musste. Afghanistan musste zuvor mehrere Tourabsagen hinnehmen und spielte zuletzt beim ICC Men’s T20 World Cup 2021. Es war die erste Tour der beiden Teams gegeneinander.

## Stadion
Das folgende Stadion wurde für die Tour als Austragungsort vorgesehen und am 8. Dezember 2021 bekanntgegeben.
| Stadion                                     | Stadt | Kapazität | Spiele      |
| ------------------------------------------- | ----- | --------- | ----------- |
| West End Park International Cricket Stadium | Doha  | 13.000    | 1. – 3. ODI |

## Kaderlisten
Afghanistan benannte seinen Kader am 16. Januar 2022.
| ODI | ODI |
| Afghanistan | Niederlande |
| --- | --- |
| - Hashmatullah Shahidi (K) - Fareed Ahmad - Qais Ahmad - Yamin Ahmadzai - Ikram Alikhil - Sharafuddin Ashraf - Fazalhaq Farooqi - Usman Ghani - Rahmanullah Gurbaz - Riaz Hassan - Rashid Khan - Gulbadin Naib - Azmatullah Omarzai - Mujeeb Ur Rahman - Mohammad Saleem - Rahmat Shah - Shahidullah - Najibullah Zadran | - Pieter Seelaar (K) - Colin Ackermann - Musa Ahmad - Philippe Boissevain - Bas de Leede - Aryan Dutt - Scott Edwards - Clayton Floyd - Brandon Glover - Boris Gorlee - Vivian Kingma - Fred Klaassen - Ryan Klein - Max O’Dowd - Asad Zulfiqar - Saqib Zulfiqar |

## One-Day Internationals

### Erstes ODI in Doha
| 21. Januar Scorecard | Doha | Afghanistan 222-8 (50) | – | Niederlande 186 (48) |
|                      |      |                        |   |                      |

Die Niederlande gewannen den Münzwurf und entschied sich als Feldmannschaft zu beginnen. Für Afghanistan begannen Rahmanullah Gurbaz und Usman Ghani als Eröffnungs-Batter. Nachdem Gurbaz nach 13 und Ghani nach 24 Runs ausgeschieden war, konnten sich Rahmat Shah und Kapitän Hashmatullah Shahidi etablieren. Shah schied nach einem Fifty über 70 Runs aus und Shahidi konnte abseits von Gulbadin Naib mit 16 Runs keinen Partner finden der lange an seiner Seite blieb. Als er dann nach einem Half-Century über 73 Runs sein Wicket verlor, endete das Innings mit einer Vorgabe über 223 Runs. Bester Bowler für die Niederlande war Brandon Glover mit 3 Wickets für 43 Runs. Für die Niederlande konnte sich Eröffnungs-Batter Scott Edwards etablieren, fand jedoch erst mit Kapitän Pieter Seelaar als fünften Schlagmann einen Partner, mit dem er eine Partnerschaft über 51 Runs erzielen konnte. Edwards schied nach einem Half-Century über 68 Runs aus und wurde durch Boris Gorlee gefolgt. In der Folge schied Seelaar nach 32 Runs und Gorlee nach 16 Runs aus und da die verbliebenen Batter sich nicht mehr etablieren konnten, verlor das Team zwei Over vor Schluss das letzte Wicket. Bester afghanischer Bowler war Rashid Khan mit 3 Wickets für 31 Runs. Als Spieler des Spiels wurde Hashmatullah Shahidi ausgezeichnet.

### Zweites ODI in Doha
| 23. Januar Scorecard | Doha | Afghanistan 237-6 (50)          | – | Niederlande 189 (47.4) |
|                      |      | Afghanistan gewinnt mit 48 Runs |   |                        |

Afghanistan gewann den Münzwurf und entschied sich als Schlagmannschaft zu beginnen. Von den Eröffnungs-Battern konnte sich Rahmanullah Gurbaz etablieren, der zunächst vom dritten Schlagmann Rahmat Shah begleitet wurde, der 35 Runs erreichte. Daraufhin kam Kapitän Hashmatullah Shahidi an den Schlag und konnte mit Gurbaz eine Partnerschaft über 106 Runs erzielen. Gurbaz verlor nach einem Century über 103 Runs aus 127 Bällen sein Wicket und wurde durch Najibullah Zadran ersetzt. Nachdem Shahidi ein Fifty über 54 Runs erreicht hatte, schied auch er aus und Zadran konnte bis zum Ende es Innings ungeschlagene 20* Runs erreichen. Beste niederländische Bowler waren Philippe Boissevain mit 2 Wickets für 39 Runs und Fred Klaassen mit 2 Wickets für 51 Runs. Für die Niederlande konnte sich zunächst Eröffnungs-Batter Scott Edwards am Schlag etablieren. Mit dem vierten Schlagmann Bas de Leede fand er einen Partner und zusammen erzielten sie 90 Runs, bevor de leede nach 34 Runs ausschied. In der Folge verlor auch Edwards nach einem Half-Century über 86 Roten uns sein Wicket und in der Folge gelang es den verbliebenen Battern nicht mehr zu etablieren und so verlor man im 48. Over das letzte Wicket als man noch 48 Runs Rückstand aufwies. Bester Bowler war Mujeeb Ur Rahman mit 4 Wickets für 32 Runs. Als Spieler des Spiels wurde Rahmanullah Gurbaz ausgezeichnet.

### Drittes ODI in Doha
| 25. Januar Scorecard | Doha | Afghanistan 254-5 (50)          | – | Niederlande 179 (42.4) |
|                      |      | Afghanistan gewinnt mit 75 Runs |   |                        |

Afghanistan gewann den Münzwurf und entschied sich als Schlagmannschaft zu beginnen. Von den Eröffnungs-Battern konnte Rahmanullah Gurbaz 12 Runs erreichen, und Riaz Hassan mit dem dritten Schlagmann Rahmat Shah eine Partnerschaft über 86 Runs erreichen. Hassan verlor sein Wicket nach einem Fifty über 50 Runs und wurde durch Kapitän Hashmatullah Shahidi ersetzt. Shah schied nach 48 Runs aus und ihm folgte Najibullah Zadran. Shahidi und Zadran erzielten eine Partnerschaft über 63 Runs, bevor Shahidi nach 28 Runs ausschied. Zadran verlor sein Wicket nach 71 Runs, bevor Azmatullah Omarzai mit 15* Runs und Rashid Khan mit 13* Runs die Vorgabe für die Niederlande auf 255 Runs einstellten. Die niederländischen Wickets wurden durch fünf verschiedene Bowler erzielt, wobei Brandon Glover eine Strafe für Ball-Manipulationen erhielt. Für die Niederlande konnte sich zunächst Scott Edwards und Colin Ackermann etablieren. Zusammen erzielten die Eröffnungs-Batter 103 Runs, bevor Edwards nach einem Fifty über 54 Runs ausschied. Auch Ackermann verlor nach 81 Runs sein Wicket und von den verbliebenen Battern war Saqib Zulfiqar der einzige, der mit 13 Runs eine zweistellige Run-Zahl erreichen konnte. Bester Bowler für Afghanistan war Qais Ahmad mit 3 Wickets für 32 Runs. Als Spieler des Spiels wurde Hashmatullah Shahidi ausgezeichnet.

## Auszeichnungen

### Player of the Series
Als Player of the Series wurden der folgende Spieler ausgezeichnet.
| Serie | Player of the Series |
| ----- | -------------------- |
| ODI   | Scott Edwards        |

### Player of the Match
Als Player of the Match wurden die folgenden Spieler ausgezeichnet.
| Spiel  | Player of the Match  |
| ------ | -------------------- |
| 1. ODI | Hashmatullah Shahidi |
| 2. ODI | Rahmanullah Gurbaz   |
| 3. ODI | Najibullah Zadran    |